# Citizen Science
Mit Citizen Science (auch Bürgerwissenschaft oder Bürgerforschung) werden Methoden und Fachgebiete der Wissenschaft bezeichnet, bei denen Forschungsprojekte unter Mithilfe von oder komplett durch interessierte Laien durchgeführt werden. Sie formulieren Forschungsfragen, recherchieren, melden Beobachtungen, führen Messungen durch, publizieren oder werten Daten aus. Im Bereich der Geisteswissenschaften, in denen für Forschung außerhalb der Wissenschaft der Begriff Public Humanities verbreitet ist, wird selten auch der Begriff Citizen Humanities verwendet.

## Definition

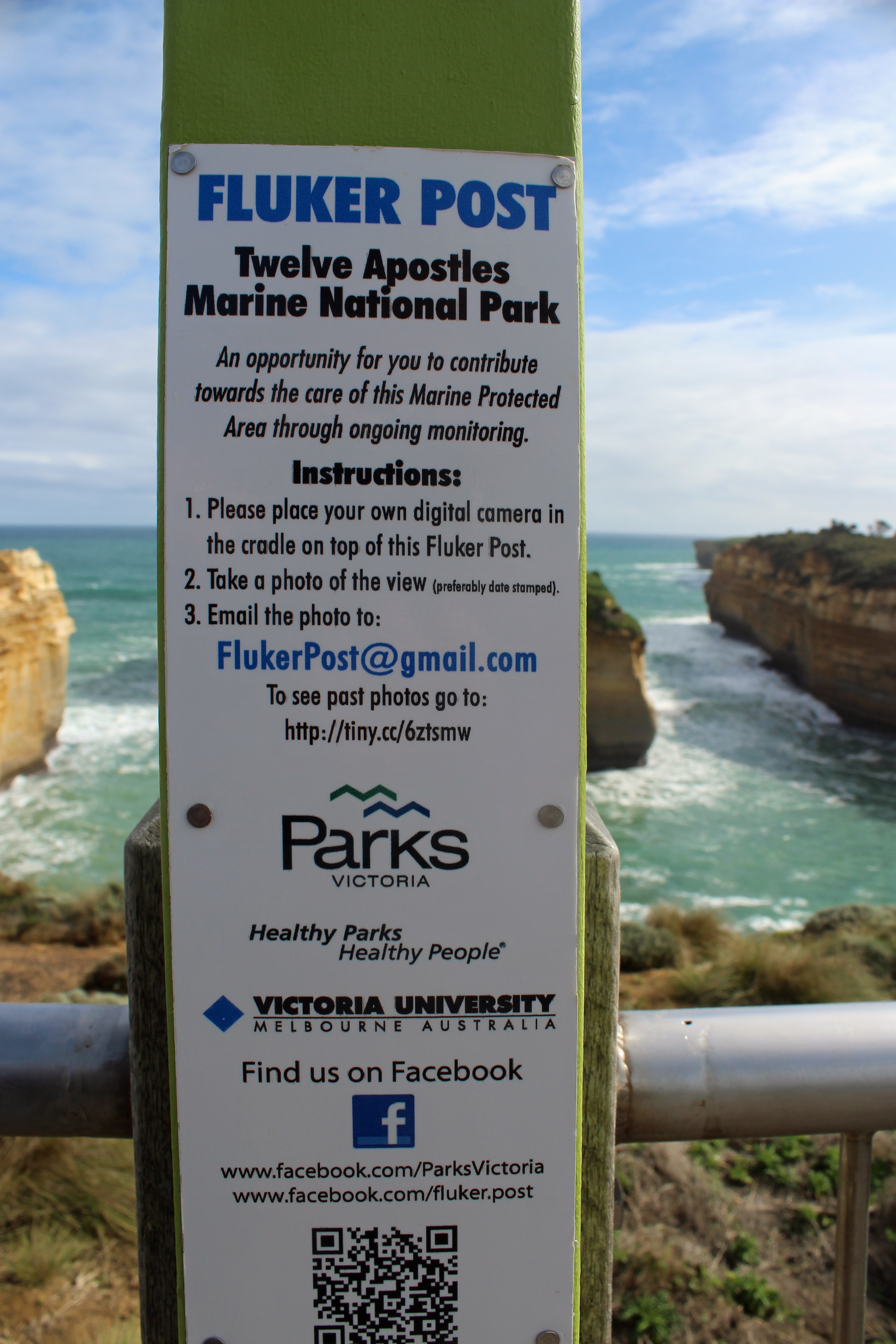
Kamerahalterung bei den Felsformationen im Twelve-Apostles-Meeresnationalpark in Australien zur Dokumentation des Erosionsprozesses durch Parkbesucher

Der Begriff Citizen Science (CS) kennt mehrere Ursprünge und unterschiedliche Konzepte. Rick Bonney in den USA und Alan Irwin im Vereinigten Königreich definierten ihn Mitte der 1990er-Jahre unabhängig voneinander. Alan Irwin definiert CS im Bezug auf „seine Entwicklung von Konzepten wissenschaftlicher Bürgerschaft, welche die Notwendigkeit hervorheben, die Wissenschaften und Wissenschaftspolitik für die Gesellschaft zu öffnen“. Rick Bonney definiert CS mit Bezug auf „gesellschaftliche Beteiligungs- und Wissenschaftskommunikationsprojekte“.
Die Begriffe Citizen Science und Citizen Scientists fanden im Jahr 2014 Eingang in das Oxford English Dictionary. Citizen Science ist hier definiert als „wissenschaftliche Arbeit, die von Mitgliedern der allgemeinen Öffentlichkeit vorgenommen wird, oft in Zusammenarbeit mit oder unter der Führung von professionellen Wissenschaftlern oder wissenschaftlichen Institutionen.“ Der Citizen Scientist wird, im modernen Sinne, definiert als „Wissenschaftler, dessen Arbeit durch ein Verantwortungsgefühl, dem Interesse der allgemeinen Öffentlichkeit zu dienen, charakterisiert ist“ oder als „ein Mitglied der Gesellschaft, das an wissenschaftlicher Arbeit teilnimmt, oft in Zusammenarbeit oder unter der Führung von professionellen Wissenschaftlern oder wissenschaftlichen Institutionen“.
Bevor der Begriff im Oxford English Dictionary aufgenommen wurde, wurde das Green Paper on Citizen Science veröffentlicht. In diesem wird der Begriff Citizen Science definiert als „aktive Beteiligung der Bevölkerung in wissenschaftlicher Forschung in Form von intellektueller Mitarbeit, Beisteuerung von lokalem Wissen oder Bereitstellung von ihnen zur Verfügung stehenden Mitteln und Ressourcen. Teilnehmende stellen Daten und Einrichtungen professionellen Wissenschaftlern zur Verfügung, stellen neue Fragen und gestalten eine neue wissenschaftliche Kultur mit. Während dieses Prozesses erwerben die Citizen Scientists in einer anregenden Art und Weise neues Wissen oder Fähigkeiten oder ein tieferes Verständnis wissenschaftlicher Arbeit. Als Resultat dieses offenen, vernetzten und transdisziplinären Szenarios werden Interaktionen zwischen Wissenschaft, Gesellschaft und Politik verbessert. Sie führen zu einer demokratischeren Forschung, basierend auf dem fundierten Wissen darüber, wie wissenschaftliche Forschung entweder zur Gänze oder teilweise durch Partizipation mit nichtprofessionellen Forschenden durchgeführt wird.“
Citizen Science kann von freiwilligen Einzelpersonen, Gruppen oder Netzwerken durchgeführt werden. Citizen Scientists arbeiten meist mit professionellen Wissenschaftern zusammen, um gemeinsame Ziele zu erreichen. Große Freiwilligennetzwerke ermöglichen es Wissenschaftern Aufgaben zu erledigen, die mit herkömmlichen Methoden zu teuer oder zu zeitaufwändig wären.
Viele Citizen-Science-Projekte verfolgen Bildungsziele. Diese Projekte wurden für einen formellen Rahmen im Klassenzimmer oder im informellen Rahmen wie zum Beispiel in einem Museum gestaltet.
Citizen Science hat sich in den letzten 40 Jahren weiterentwickelt. Derzeitige Projekte konzentrieren sich mehr auf wissenschaftlich fundierte Methoden und messbare Ziele der öffentlichen Bildung. Moderne Citizen Science unterscheidet sich von Citizen Science, wie sie früher durchgeführt wurde, vor allem durch die unterschiedlichen Möglichkeiten der öffentlichen Beteiligung; vor allem der technologische Fortschritt wird für die zunehmende Popularität von Citizen-Science-Aktivitäten verantwortlich gemacht. Zahlreiche Projekte haben Bezug zur Umweltpolitik, Umweltforschung und Ökologie.

### Alternative Definitionen
Andere Definitionen für Citizen Science wurden ebenfalls vorgeschlagen. Bruce Lewenstein des Communication and S&TS Departments der Cornell University beschreibt drei mögliche Definitionen:
Die Beteiligung von Nichtwissenschaftlern in der Datensammlung nach einem spezifischen, wissenschaftlichen Protokoll einerseits und andererseits in der Analyse und Interpretation der Daten.
Das Engagement von Nichtwissenschaftlern in der Entscheidungsfindung bei politischen Prozessen, die technische oder wissenschaftliche Bestandteile haben.
Das Engagement von Wissenschaftlern in demokratischen und politischen Prozessen.
Wissenschaftler und Gelehrte, die andere Definitionen gebrauchten, waren unter anderem Frank von Hippel, Stephen Schneider, Neal Lane und Jon Beckwith. Andere alternative Terminologien wären „Bürgerwissenschaft“ oder „BürgerwissenschafterInnen“.
In weiterer Folge bietet Muki Haklay eine Übersicht der Formen von bürgerlicher Beteiligung in Citizen Science an. Diese reichen von „Crowdsourcing“ (Level 1), bei dem Bürger als Sensoren dienen, über „verteilte Intelligenz“ (Level 2), bei der Bürger zur Mustererkennung eingesetzt werden, zu „Beteiligungswissenschaft“ (Level 3), bei der sich Bürger bei der Definition der Fragestellung und der Datensammlung beteiligen, bis hin zu „extremer Citizen Science“, welche die Zusammenarbeit zwischen Bürgern und Wissenschaftlern in der Definition der Fragestellung, Datensammlung und Datenanalyse umfasst.
Ein 2014 in Mashable erschienener Artikel definiert Citizen Scientists als: „Alle, die freiwillig Zeit und Ressourcen für wissenschaftliche Forschung in Partnerschaft mit professionellen WissenschaftlerInnen aufwenden.“

### Verwandte Bereiche
Volunteer-Computing-Projekte verwenden das Internet um den Vorteil verteilter Systeme zu nutzen. Diese Projekte sind generell passiv. Die Rechenleistung wird von freiwillig zur Verfügung gestellten Computern geleistet und benötigt wenig Mitwirkung, bis auf die einmalige Einrichtung. Hier bestehen Differenzen, inwiefern solche Projekte als Citizen Science zu bezeichnen sind.
Der Astrophysiker und Galaxy Zoo Gründer Kevin Schawinski meint dazu: „Wir bevorzugen [Galaxy Zoo] als Citizen Science zu bezeichnen, weil es eine bessere Beschreibung dessen ist, was man macht; man ist ein normaler Bürger, aber man betreibt Wissenschaft. Crowd sourcing klingt ein bisschen wie, man ist nur ein Teil einer Crowd und das ist man nicht, man ist ein Mitarbeiter. Man ist durch die Teilnahme proaktiv in den Wissenschaftsprozess eingebunden.“
Citizen Engineering (sinngemäß Bürger-Ingenieurwesen) beschreibt die Organisation zivilgesellschaftlicher Gruppen und Einzelpersonen zur Lösung technischer Herausforderungen, beispielsweise durch Commons-based Peer-Production und Open-Source-Hardware. Pilotprojekte dienten dazu, fachfremde Studierende in einem interdisziplinären Umfeld mit Grundlagen des Ingenieurwesens vertraut zu machen und qualitativ hochwertige Entwicklungen zu crowdsourcen.

### Grenzen von Citizen Science
In einem 2008 vom U.S. National Park Service publizierten Forschungsbericht äußern Brett Amy Thelen und Rachel K. Thiet Bedenken, die zuvor bereits in der Literatur zur Aussagekraft von durch Freiwillige gesammelte Daten erwähnt wurden.
Bestimmte Projekte sind vielleicht nicht für Freiwillige geeignet, zum Beispiel, wenn komplexe Forschungsmethoden verwendet werden oder mühselige oder sich wiederholende Arbeiten erforderlich sind.
Wenn Freiwillige nicht in Forschungs- und Monitoringprotokollen unterrichtet sind, laufen sie Gefahr, die Daten zu verzerren.
Freiwillige können Daten verfälschen. Dieses Risiko ist besonders groß, wenn Prämien als Anreiz zur Beteiligung ausgesetzt werden.
Besonders die Frage der Genauigkeit der Daten bleibt unbeantwortet. Der Gründer des Lost Ladybug Citizen Science Projekts, John Losey, argumentiert, dass die Kosteneffektivität von Citizen Science Daten die Qualitätsbedenken aufwiegen, wenn letztere ordentlich gehandhabt werden.
Graber & Graber stellten die medizinische Ethik von Crowdsourcing im Internet im Journal of Medical Ethics. in Frage. Sie haben die Auswirkungen von Spielen im Crowdsourcing Projekt Foldit analysiert. Sie folgern: “Spiele können mögliche negative Effekte haben und den Benutzer zur Beteiligung manipulieren.”
Im März 2015 verabschiedete der US-Bundesstaat Wyoming neue Gesetze (Senate Files 12 und 80), die das Sammeln von Umweltdaten im Namen der US-Regierung strafbar machen.

## Geschichte
Bis zur Spezialisierung der Wissenschaften Ende des 18. Jahrhunderts, dem Aufkommen von technischen Universitäten und der Ausbildung eines modernen Wissenschaftsbetriebs war die Citizen Science sogar die Regel, von Francis Bacon über Isaac Newton und Leibniz bis Benjamin Franklin, Charles Darwin und Karl Marx. Im 19. Jahrhundert entstanden bürgerschaftlich getragene wissenschaftliche Vereine z. B. zur Naturkunde. Die eigenständigen Forschungsverbünde konnten selbstbestimmten Forschungsprogrammen folgen und eine andere Art von Wissen fördern als das an Universitäten gelehrte. Sie boten aber auch eine intellektuelle und institutionelle Basis für die Gründung neuer Universitäten wie z. B. die Universität Frankfurt. Aus sozialistischen Bewegungen gingen z. B. Arbeiterbildungsvereine hervor, die eigene Wege der Forschung insbesondere zu den Bereichen Gesellschaft, Wirtschaft und Politik entwickelten und die ihrerseits neue Forschungsfelder für Universitäten z. B. Soziologie eröffneten.
Im 20. Jahrhundert wurde Citizen Science vor allem im Bereich der Geisteswissenschaften betrieben, deren Forschungen weniger von aufwändigen und teuren technischen Apparaturen abhängig sind als die naturwissenschaftliche Forschung. Angesichts von technischen und sozialen Veränderungen durch die Industrialisierung wurden von interessierten Bürgern, die sich z. B. in Initiativen organisierten (Neue Soziale Bewegungen), gesellschaftlich relevante Fragen in Bereichen wie Umweltverschmutzung und Naturschutz oder zur Lokalgeschichte und Alltagskultur aufgeworfen, denen sich dann unter anderem bürgerschaftlich getragene Geschichtsvereine und -werkstätten zuwandten.
Im Zuge der kommunikativen Vernetzung durch das Internet, der Zunahme an sozialen Netzwerken, einem Pervasive computing und der Entwicklung und Verbreitung von Mikroelektronik wird die Ausübung einer Bürgerwissenschaft immer einfacher: Je mobiler und kleiner die technischen Geräte werden (IR-Spektrometer, Mikroskope, Tomographen, schnell verfügbare Karten und Luftbilder etc.), desto einfacher handhabbar sind sie für den Bürger.
Verfechter einer Citizen Science bzw. „Demokratisierung von Wissenschaft“ waren Paul Feyerabend sowie Erwin Chargaff, der die finanzstarke, von staatlichen Zuwendungen abhängige technokratisch-bürokratische Wissenschaft seit 1950 kritisierte und wieder für eine „Amateur-Wissenschaft“ plädierte, also eine Wissenschaft, ausgeübt nicht von Universitäten und Experten, sondern von bürgerlichen „Amateuren“, die im Wortsinne die Forschung „liebend“ bzw. aus persönlicher Neigung heraus betreiben.
Ob die Bürgerwissenschaft allerdings eine gangbare Alternative darstellt, die für mehr Transparenz und demokratische Steuerung in den Wissenschaften sorgen kann, wird sehr kontrovers diskutiert.

„Dass die Bürgerforscher neue epistemische Standards setzen, war, obgleich Peter Finkes [propagierte] ‚citizen scientists‘ seit der Aufklärung längst hilfreich mitwirken im wissenschaftlichen Routinebetrieb, weder für Thomas S. Kuhn vorstellbar noch für Karl Popper oder den wissenschaftlichen Demokraten schlechthin, Ludwik Fleck. Es wäre wohl auch ein Rückschritt in die Zeiten, als die Wissenschaft gezwungen war, ihre Autorität und Erfolge gegen Pseudowissenschaften aller Art zu verteidigen.“

Im weiteren Sinn ist auch die Autorenschaft in der Wikipedia häufig eine Form von Citizen Science, denn Sachartikel zu wissenschaftlichen Themen werden nicht selten von fachfremden Autoren geschrieben. Allerdings entfällt bei Wikipedia der Forschungsaspekt der Bürgerwissenschaft, da sie als Enzyklopädie nur gesichertes Wissen darstellt. Anders sieht es bei dem ebenfalls von der Wikimedia Foundation gestarrten Projekt Wikiversity aus. Dort soll neben dem Erstellen und Bearbeiten von freien Lern- und Lehrmaterialien auch Forschung stattfinden.

### Österreich
Seit der Mitte des 19. Jahrhunderts werden mit Hilfe der Bevölkerung an der Zentralanstalt für Meteorologie und Geodynamik phänologische Beobachtungen durchgeführt. Eine jahrzehntelange Tradition in der Einbindung von Bürgern findet sich auch in der Ornithologie, woraus zum Beispiel der österreichische Brutvogelatlas entstanden ist. 2006 ging die Plattform naturbeobachtung.at online, wo Daten zur Artenvielfalt in Österreich eingetragen werden können.
Im Jahr 2014 wurde die erste österreichische Citizen Science Online-Plattform „Österreich forscht“ von der Arbeitsgruppe Citizen Science an der Universität für Bodenkultur Wien gegründet. Diese hat zur Aufgabe, einen Überblick über Citizen Science Projekte in Österreich zu geben, die österreichischen Akteure zu vernetzen und die jährliche Österreichische Citizen Science Konferenz auszutragen.
Ebenfalls seit dem Jahr 2014 ist das Thema Citizen Science auch bei der Jahrestagung der Gesellschaft für Ökologie für Deutschland, Österreich und Schweiz fest verankert. Im ersten Jahr fand ein Workshop zu Citizen Science statt und seit 2015 gibt es auch eine spezielle Session zu Citizen Science in der Ökologie, bei der Themen wie Datenqualität, Biodiversitätsmonitoring und Wissenschaftskommunikation präsentiert und diskutiert wurden. Im Juni 2015 wurde vom Bundesministerium für Wissenschaft, Forschung und Wirtschaft (BMWFW) das Zentrum für Citizen Science bei der OeAD-GmbH eingerichtet. Das Zentrum ist eine Service- und Informationsstelle für Citizen Science, Open Innovation und Responsible Science, dessen Aufgabe es ist, Forschende sowie Bürgerinnen und Bürger über Projekte, Tools, News und Veranstaltungen zu informieren, zu beraten und zu vernetzen. Des Weiteren ist das Zentrum Programmträger für die Förderinitiative Top Citizen Science, die vom BMWFW, Wissenschaftsfonds FWF und OeAD initiiert wurde, und vergibt seit 2015 zusammen mit österreichischen Citizen-Science-Projekten jährlich Citizen Science Awards an engagierte Bürgerinnen und Bürger.
Seit dem Sommersemester 2016 wird an der Universität für Bodenkultur Wien eine Lehrveranstaltung zu Citizen Science in der Ökologie angeboten. Hier sollen Studierende lernen wie ein Citizen Science Projekt gestaltet wird, dessen Ergebnisse in wissenschaftlichen Publikationen veröffentlicht werden können. Eine Liste mit weiteren Lehrveranstaltungen mit dem Thema Citizen Science in Österreich findet sich auf der Plattform „Österreich forscht“.

### Schweiz
Im Jahre 1815 wurde in Mornex die Schweizerische Naturforschende Gesellschaft (heute Akademie der Naturwissenschaften Schweiz) gegründet. Diese verstand sich in ihren Anfängen als offene Organisation, bei der viele Bürger an der Erforschung der Natur beteiligt waren. So wurde beispielsweise im Jahre 1863 mit der Unterstützung des Bundes ein schweizweites meteorologisches Beobachtungsnetz aufgebaut, an dem viele Freiwillige beteiligt waren – in den Anfangszeiten waren mehr als die Hälfte davon Lehrer und Pfarrer. Noch heute ist MeteoSchweiz damit beschäftigt, Daten aus diesen Ursprüngen der modernen Wettermessung zu digitalisieren und integrieren. Auch heutzutage können sich Freiwillige an der Erhebung von Daten, die von MeteoSchweiz genutzt werden, beteiligen. So haben phänologische Beobachtungen unter Beteiligung von Citizen Science ergeben, dass die Hasel durchschnittlich 13 Tage früher blüht als noch 1951.
Das im Jahre 1960 initiierte Vogel-Monitoring der Schweizerischen Vogelwarte Sempach ist eines der ältesten bis heute laufende Projekte. Ein Produkt aus den Beobachtungen ist der Schweizer Brutvogelatlas 2013–2016.
Aufgrund der immer häufiger werdenden Citizen Science Projekte – auch außerhalb der Phänologie, Meteorologie und Artenerfassung – hat die Stiftung Science et Cité 2015 eine vom Bundesamt für Umwelt unterstützte Analyse zu Citizen Science in der Schweiz veröffentlicht, die einige teilweise schon länger laufende Projekte dokumentiert. Die damals ins Leben gerufenen Plattform Schweiz forscht verzeichnet aktive und abgeschlossene Projekte. Im Citizen Science Netzwerk Schweiz sind Einzelpersonen und Institutionen miteinander verbunden. Seit 2021 findet mit CitSciHelvetia alle zwei Jahre eine Schweizer Citizen-Science-Konferenz statt.

### Deutschland
Die Geschichte der Bürgerforschung in Deutschland geht zurück bis in die 1970er Jahre, als die Umweltbewegung aufkam und viele Bürgerinnen und Bürger begannen, sich für Umwelt- und Naturschutz zu engagieren. Diese Bewegung führte zu einem gesteigerten Bewusstsein für Umweltfragen und einem wachsenden Interesse an wissenschaftlicher Forschung im Bereich Umwelt und Natur. In den 1990er Jahren wurde die Idee der Bürgerwissenschaft in Deutschland konkreter und es entstanden erste Projekte, bei denen Bürgerinnen und Bürger aktiv an wissenschaftlicher Forschung beteiligt wurden. So gründete sich beispielsweise 1992 das Projekt "Fledermaus-Online" der Universität Ulm, bei dem Bürgerinnen und Bürger Fledermausrufe aufnehmen und an die Forscherinnen und Forscher senden konnten.
Seitdem hat die Bürgerforschung in Deutschland kontinuierlich an Bedeutung gewonnen und es entstanden zahlreiche weitere Projekte und Initiativen in verschiedenen Bereichen wie Klimaforschung, Biologie, Medizin und Geowissenschaften. Im Jahr 2014 startete das vom Bundesministerium für Bildung und Forschung geförderte Projekt "Bürger schaffen Wissen", das die Zusammenarbeit zwischen Bürgerinnen und Bürgern und Forscherinnen und Forschern in Deutschland weiter fördern soll.

## Beispiele
Während die meisten der bekannten Projekte auf die Citizen Science light Variante entfallen, d. h. sich auf die Mitarbeit von Laien nur an der Datensammlung beschränken, können Laien auch mittels verteilter Berechnungen z. B. im Rahmen von Einstein@home an der Entdeckung von Pulsaren mitwirken. Im Online-Spiel „Foldit“ beispielsweise können Laien selbst Protein-Faltungsstrukturen designen und gar stabilere Formen (z. B. von Fibronectin) finden, die dann wiederum in kostenintensiven Labors an den Universitäten synthetisiert werden können (Hand, 2010).

### Vereinigte Staaten
Das seit längstem stattfindende Projekt ist das Vogelzähl-Projekt der National Audubon Society, Christmas Bird Count, das im Jahre 1900 begann. Andere bekannte Beispiele sind das Projekt „World Water Monitoring Day“, NASAs Stardust@home und Clickworkers und das Galaxy Zoo project, eine Vielzahl von Projekten des Cornell Laboratory of Ornithology, wie zum Beispiel Ebird. Das Projekt „Ebird“ wurde 2002 gestartet. Es ist eine Datenbank, in der Vogelbeobachtungen von Menschen auf der ganzen Welt gesammelt werden. Diese Datenbank dient als wichtige Informationsquelle für Wissenschaftler, die das Verhalten von Vögeln studieren. Weitere Beispiele sind NestWatch, Project FeederWatch und Celebrate Urban Birds. Beim Old Weather Project helfen Laien bei der Transkription von Klimadaten aus US-Schiffslogbüchern ab der Mitte des 19. Jahrhunderts. Mit Hilfe dieser Daten sollen bessere Klimamodelle erstellt werden.
Eine wichtige Rolle spielt Citizen Science bei der Entdeckung und Überwachung von biologischen Invasionen. Nicht nur werden eingeschleppte Arten meist von Bürgerinnen und Bürgern entdeckt, oft helfen sie auch bei deren Monitoring. Da invasive Arten sich schnell über große Gebiete ausbreiten können, ist eine Überwachung dieser Ausbreitung nur mit Hilfe von Ansässigen möglich. Einerseits kann die Untersuchung auf diese Weise kosteneffizient durchgeführt werden (dies ist auch ein großer Kritikpunkt an Citizen Science; Aufgaben, die von Behörden durchgeführt werden sollten, werden von Bürgern kostenlos gemacht), andererseits fließen auch die Kenntnisse von Ortskundigen ein, die ihre Umwelt genau kennen und so bessere Daten liefern. Ein gut dokumentiertes Beispiel hierfür wäre ein Monitoring zweier eingeschleppter Krabbenarten an der Ostküste der Vereinigten Staaten.

### Deutschland
In Deutschland gibt es verschiedene Initiativen und Projekte, die sich mit Bürgerforschung befassen. Das Bundesministerium für Bildung und Forschung (BMBF) hat das Projekt "Bürger schaffen Wissen" gestartet, das darauf abzielt, Bürgerinnen und Bürger bei der wissenschaftlichen Forschung zu beteiligen. Das Projekt umfasst verschiedene Forschungsbereiche, darunter Umwelt, Gesundheit und Technologie.
Ein Beispiel ist das Projekt „StadtNatur“, das vom Leibniz-Institut für ökologische Raumentwicklung durchgeführt wird. StadtNatur ist ein Citizen-Science-Projekt, das sich auf die Erforschung der Tier- und Pflanzenwelt in Städten konzentriert. Bürgerinnen und Bürger sammeln Daten über die Artenvielfalt in ihren Gemeinden und tragen so dazu bei, ein besseres Verständnis der Umwelt in Städten zu erlangen. Direkte Beteiligung am Artenschutz bietet Citizen Conservation, ein Erhaltungszuchtprogramm mit Beteiligung sachkundiger Privathalter.
Weitere Beispiele aus Deutschland sind naturgucker.de oder der Mückenatlas. Ein weiteres ist das seit 2005 durchgeführte Projekt „Tagfalter-Monitoring Deutschland“ mit etwa 500 Beteiligten. Seit 2018 gibt es den "Insektensommer" als bundesweite Mitmachaktion zur Insektenbeobachtung mit mehr als 15.000 Beteiligten. Ein Beispiel für ein lokal fokussiertes Citizen-Science-Projekt sind die „StadtteilHistoriker“ in Frankfurt am Main mit 120 Teilnehmern seit 2007. Ein Projekt mit weltweiter Reichweite ist Blitzortung.org, das ein globales Netzwerk von Messstationen zur Ortung von Blitzeinschlägen aufbaut und betreibt. Ein Überblick darüber hinaus in Deutschland laufender Projekte findet sich auf der Plattform „Bürger schaffen Wissen“. Am 1. August 2016 hat das Bundesministerium für Bildung und Forschung ein Programm zur Förderung von bürgerwissenschaftlichen Vorhaben aufgelegt.
In Baden-Württemberg werden von Bürgern Fotos und Fundumstände von Salamandern direkt an die Landesanstalt für Umwelt Baden-Württemberg gemailt und dort in Karten eingepflegt.

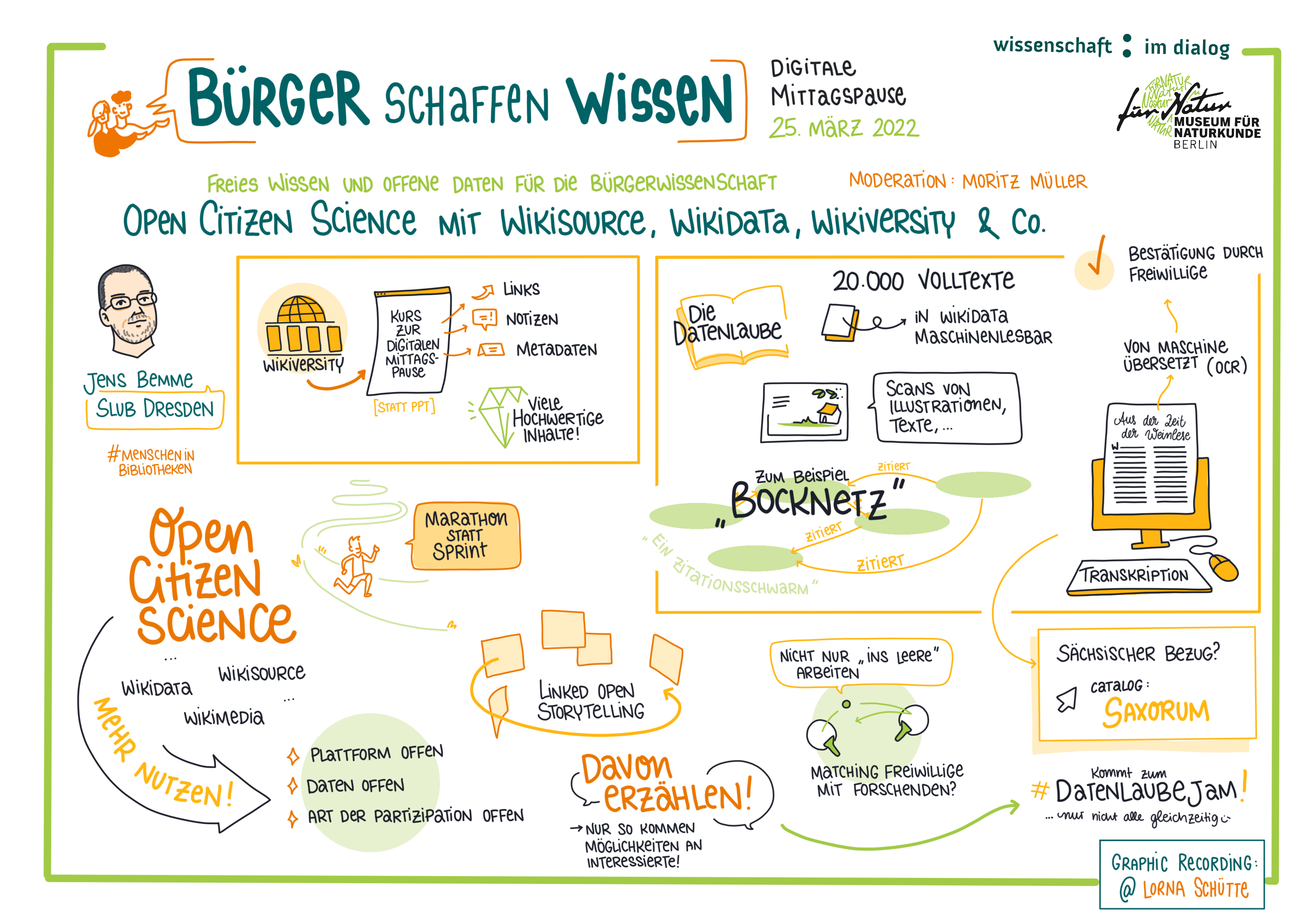
Graphic Recording der Digitalen Mittagspause von Bürger schaffen Wissen zu Open Citizen Science, 25. März 2022.

Kulturwissenschaftliche Forschung und kulturdatenorientierte Forschung & Entwicklung z. B. auf Basis offener Transkriptionsprojekte in Wikisource und in Hackathons wie Coding da Vinci beinhalten Praktiken bürgerwissenschaftlichen Engagements.

### Österreich
Beispiele aus Österreich sind die biologischen Projekte „naturbeobachtung.at“, „ornitho.at“ und Stunde der Wintervögel, das Biodiversitätsmonitoring mit Landwirten, die Meldeplattform von Amphibien und Reptilien sowie die Sparkling Science Projekte „Viel-Falter“ und „Verborgene Welt der Bakterien“.
Das Projekt Viel-Falter beschäftigt sich mit der Frage, ob und wie von Schülern gesammelte Daten über das Vorkommen von Schmetterlingen als Unterstützung für ein dauerhaftes Biodiversitäts-Monitoring in Österreich herangezogen werden können. Es zeigte sich, dass die von den Schulklassen gesammelten Daten über das Vorkommen bestimmter Tagfaltergruppen – trotz fehlender Artbestimmung – wichtige Informationen über die Qualität der untersuchten Schmetterlingslebensräume liefern. Diese erfreulichen Ergebnisse veranlasste das Team das Projekt im Rahmen der Top Citizen Science Initiative mit freiwilligen Schmetterlingsbeobachtern fortzusetzen.
Das Projekt „Verborgene Welt der Bakterien“ hat sich der Entdeckung neuer Bakterienarten und der Heranführung der Schüler an die verborgene mikrobielle Welt gewidmet. Neue Arten wurden in enger Zusammenarbeit zwischen Mitarbeiter des Forschungsinstitutes für Limnologie und Schulklassen aus fünf Gymnasien im Bundesland Salzburg entdeckt und wissenschaftlich beschrieben. Aus diesem erfolgreichen Projekt gingen bisher die wissenschaftlichen Beschreibungen von drei neuen Gattungen und acht neuen Bakterienarten hervor. Schülerinnen und Schüler waren an der Isolierung der Bakterien, deren Charakterisierung, Beschreibung und Benennung beteiligt.
Im Projekt Roadkill steht die Erfassung und zukünftige Vermeidung von im Straßenverkehr getöteten Wirbeltieren im Fokus.
Auch sozial- und geisteswissenschaftliche Projekte sind in Österreich vertreten wie die Top Citizen-Science-Projekte „Der Partizipationsradar“ und „Unsere vertriebenen Nachbarn“. Ersteres sammelt politische Mitgestaltungsangebote (z. B. Petitionen oder öffentliche Versammlungen), um eine umfassende Bestandsaufnahme der Partizipationsangebote in Österreich, online wie offline, zu erstellen. Zweiteres erforscht das Leben und Schicksal der jüdischen Bevölkerung Niederösterreichs vor, während und nach der NS-Zeit.

### Schweiz
Die von Science et Cité verantwortete Geschäftsstelle für Citizen Science in der Schweiz betreibt die Plattform Schweiz Forscht, die einen Überblick über verschiedene aktuelle Projekte bietet. Auf der Webseite sind diverse Disziplinen der Geistes- und Naturwissenschaften vertreten. Knapp die Hälfte der Projekte ist im Bereich der Pflanzen-, Pilz und Tierbeobachtung angesiedelt. Typische Vertreter davon sind PhaenoNet, StadtWildTiere, Info Flora und diverse Monitoring-Projekte der Koordinationsstelle für Amphibien- und Reptilienschutz in der Schweiz (karch).
Weiter sind in den Bereichen Sprache (beispielsweise die DialäktÄpp oder Categories to Come) und Gesundheit (beispielsweise das Schweizer Multiple Sklerose Register der Schweizerischen Multiple Sklerose Gesellschaft oder Food & You) viele Projekte vertreten.
Eines der größten Citizen Science Projekte ist der Swiss Litter Report, eine von 2017 bis 2018 durchgeführte Erhebung von Littering-Abfällen an den wichtigsten Gewässern der Schweiz. Die Universität Zürich und die ETH Zürich verantworten gemeinsam das Citizen Science Center Zurich, das etliche insbesondere lokale Citizen Science Projekte durchführt.
Ab 2022 sollen im Rahmen des Citizen-Science-Projekts „Zürcher Familiengeschichte“ das siebenbändige Promptuarium genealogicum von Carl Keller-Escher (1851–1916) transkribiert werden. Darin sind die Stammbäume und Abstammungslinien von über 250 historischen Züricher Familien von Aberli bis Zoller handschriftlich aufgezeichnet.

## Rundfunkbeiträge
- Christine Westerhaus: Bürger forscht – Wie Citizen Science die Wissenschaft fördert. Deutschlandfunk – Wissenschaft im Brennpunkt. vom 22. März 2015.
- Gehirnforschung und Citizen Science, ARD-Alpha Campus Talk vom 8. Januar 2019